# Gewog di Kawang
Il gewog di Kawang è uno degli otto raggruppamenti di villaggi del distretto di Thimphu, nella regione Occidentale, in Bhutan.